# آلفردو کارنروس
آلفردو کارنروس (انگلیسی: Alfredo Carneros؛ زادهٔ ۷ اکتبر ۱۹۷۸) یک بازیکن تنیس روی میز اهل اسپانیا است.